# Anystidae
Famille
Les Anystidae sont une des nombreuses familles d'acariens.

## Liste des genres
Selon WRMS :
- genre Chaussiera Oudemans

## Description
Les Anystidae sont des animaux minuscules.